# Vitor Gava Anselmo
Vitor Gava Anselmo známý jako Vitor Gava (* 20. dubna 1991 v Rio Claru) je brazilský fotbalový obránce, od února 2015 bez angažmá. Mimo Brazílie působil na Slovensku.

## Klubová kariéra
Svoji fotbalovou kariéru začal v Grêmiu Barueri, odkud jako dorostenec přestoupil do Figueirense. V roce 2010 zamířil do Ponte Prety. O rok podepsal Poços de Caldas. V roce 2012 hrál za Red Bull Brasil a poté se stal hráčem Rio Claro Futebol Clube. Následně působil v Arapongasu.

### FK Senica
V lednu 2014 podepsal kontrakt do konce sezony 2015/16 se Senicí, kde se setkal s krajany Cristovamem a Hiagem, se kterými působil v Arapongasu. Ve slovenské nejvyšší soutěži debutoval v ligovém utkání 1. března 2014 proti FC ViOn Zlaté Moravce (výhra Senice 2:1), odehrál celé utkání. V zimním přestupovém období ročníku 2014/15 v týmu předčasně skončil.
Klubové statistiky
Aktuální k 25. únoru 2015
| Sezona  | Klub      | Země      | Soutěž       | Zápasy | Góly |
| ------- | --------- | --------- | ------------ | ------ | ---- |
| 2013/14 | FK Senica | Slovensko | Corgoň liga  | 14     | 0    |
| 2014/15 | FK Senica | Slovensko | Fortuna liga | 4      | 0    |